# Okres Sobrance
Sobrance is een district (Slowaaks: Okres) in de Slowaakse regio Košice. De hoofdstad is Sobrance. Het district bestaat uit 1 stad (Slowaaks: Mesto) en 46 gemeenten (Slowaaks: Obec).

## Steden
- Sobrance

## Lijst van gemeenten
| - Baškovce - Beňatina - Bežovce - Blatná Polianka - Blatné Remety - Blatné Revištia - Bunkovce - Fekišovce - Hlivištia - Horňa - Husák - Choňkovce - Inovce - Jasenov - Jenkovce - Kolibabovce | - Koňuš - Koromľa - Krčava - Kristy - Lekárovce - Nižná Rybnica - Nižné Nemecké - Orechová - Ostrov - Petrovce - Pinkovce - Podhoroď - Porostov - Porúbka - Priekopa - Remetské Hámre | - Ruská Bystrá - Ruskovce - Ruský Hrabovec - Sejkov - Svätuš - Tašuľa - Tibava - Úbrež - Veľké Revištia - Vojnatina - Vyšná Rybnica - Vyšné Nemecké - Vyšné Remety - Záhor |

Okres Gelnica · Okres Košice I · Okres Košice II · Okres Košice III · Okres Košice IV · Okres Košice-okolie · Okres Michalovce · Okres Rožňava · Okres Sobrance · Okres Spišská Nová Ves · Okres Trebišov